# 5125 Okushiri
5125 Okushiri (1989 CN1) là một tiểu hành tinh vành đai chính được phát hiện ngày 10 tháng 2 năm 1989 bởi Seiji Ueda và Hiroshi Kaneda ở Kushiro.